# Xenotime-(Y)
Lo xenotime-(Y) è un minerale.
Il nome deriva dalle parole greche κευός (xenos) "straniero" e τιμή  (time) "onore"

## Origine e giacitura
Il minerale si trova nelle pegmatiti associato ad altri minerali delle terre rare (gadolinite, monazite, euxenite, allanite) e a zircone, nonché, molto più raramente, nelle fessure alpine, associato a sinchisite, anatasio, ecc.

## Forma in cui si presenta in natura
In cristalli prismatici e bimiramidali a sezione quadrata di vari colori.

## Località di ritrovamento
La località principale è la Norvegia, tra le località norvegesi si possono citare: Iveland, Arendal, Raade presso Moss e nell'isola di Hitterö nel Vest-Agder.
Altre località sono:
- Europa[1]: Slesia (Polonia), Boemia (Repubblica Ceca), Ultersulzbachtal (Breitfuss, Germania);
  - Austria[1]: Val di Rauris (cave Plattenbrüche), Obersulzbachtal;
  - Svizzera: Alpe Lercheltini nella Valle di Binn e nella Fibia nel Massiccio del San Gottardo[2][1], Val Tavetsch (soprattutto nell'alta val Nalps presso Sedrun)[1];
  - Italia[1]: Montescheno in Valle Antrona, Val Formazza;
- Resto del mondo[1]: Madagascar; India; Brasile; Carolina del Nord, California (USA).

## Caratteristiche chimico-fisiche
- Insolubile negli acidi[1]
- Peso molecolare: 183,88 gm[3]
- Dicroismo: debole[4]
  - e:O: rosa, giallo, giallo-bruno[3][4]
  - w:E: giallo-brunastro, bruno-grigiastro, verdastro[3][4]
- Indice di fermioni: 0,0001670617[3]
- Indice di bosoni: 0,9998329383[3]
- Fotoelettricità: 61,49 barn/elettrone[3]
- Massima birifrangenza: δ = 0,096[4]